# Joseph Lortz

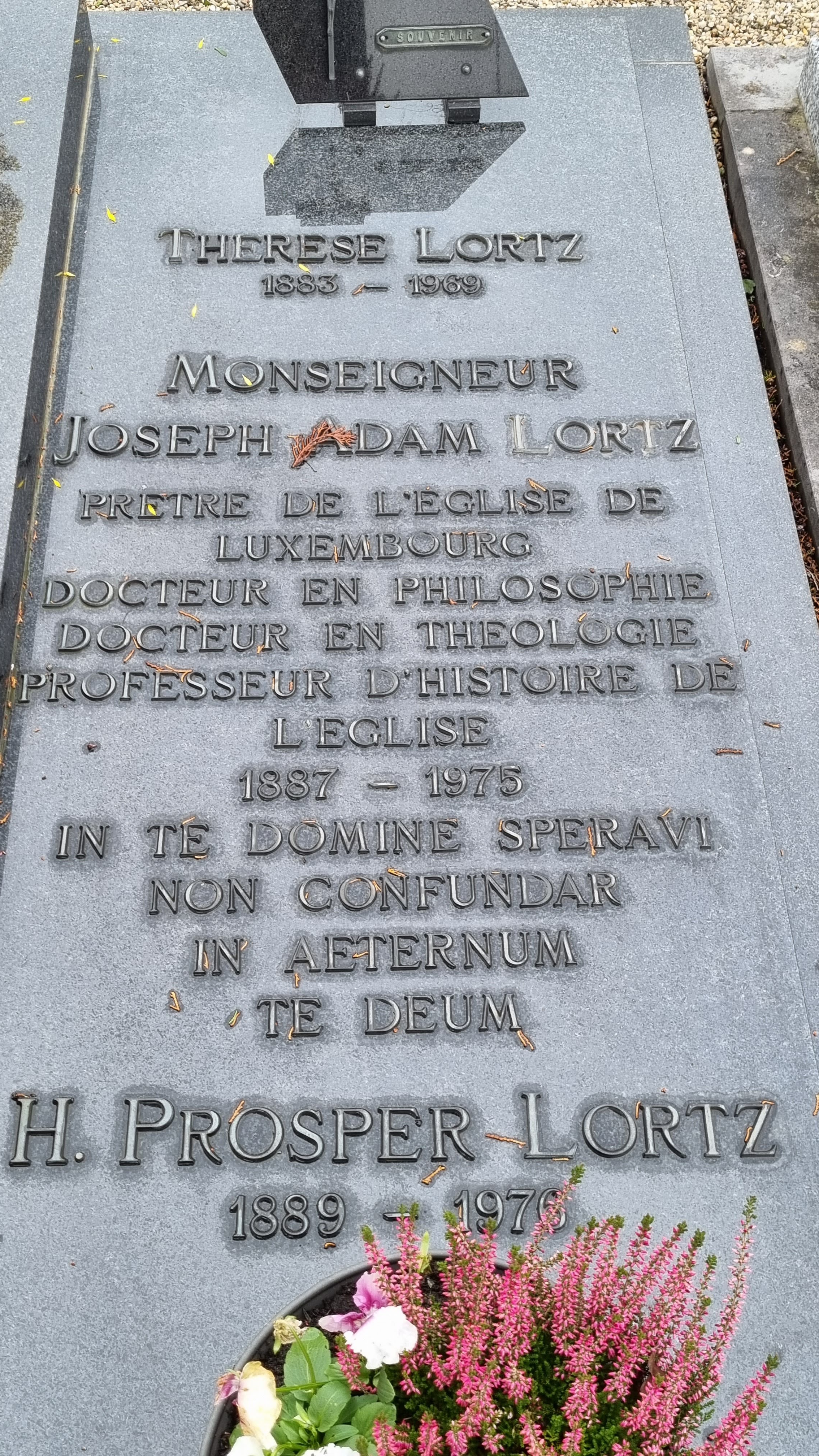

Joseph (Adam) Lortz (Grevenmacher, Luxemburgo, 13 de diciembre de 1887 – Luxemburgo, 21 de febrero de 1975) fue un historiador de la Iglesia católica, especialmente valorado como historiador de la Reforma protestante y del ecumenismo. Desde principios de los años 1940 dio a conocer a los estudiosos y al público en general su visión del ecumenismo. Sus escritos desempeñaron una papel relevante en el pensamiento que se reflejó en el decreto sobre ecumenismo, Unitatis Redintegratio (21 de noviembre de 1964), del Concilio Vaticano II. Su Geschichte der Kirche (1932) (Historia de la Iglesia) presenta a la Iglesia de los siglos XIX y primera mitad del XX como la defensora de la verdad divina y de los valores morales ante lo que interpretó como la decadencia de la sociedad occidental.

## Vida
Joseph Lortz fue el segundo de los siete hijos de sus padres. Terminados sus estudios en el gimnasio de la abadía Benedictina de Echternach, estudio filosofía y teología en la Universidad Gregoriana en Roma de 1907 a 1910, y en la Universidad de Fribourg de 1911 a 1913. Durante sus estudios en la universidad le influyeron el profesor y estudioso de la patrística Johann Peter Kirsch, quien le aconsejó estudiar a Tertuliano, y el historiador de la Iglesia Pierre Mandonnet. Fue ordenado sacerdote en 1913 en la catedral de Notre-Dame, en Luxemburgo. Entre 1913 y 1923 vive en Bonn, donde Heinrich Schrörs, historiador de la Iglesia y de la Reforma, influyó en su desarrollo intelectual más lejano. En 1917 fue nombrado secretario del comité editor de las series del Corpus Catholicorum.
Lortz Completó su doctorado en la Universidad de Bonn en 1920. El intentó completar allí su habilitación bajo la dirección del patrólogo Albert Ehrhard. Aunque Erhard juzgaba que la Iglesia no tuvo nada que temer del modernismo, Lortz era un crítico de la modernidad, un admirador de Pío X por su condena del modernismo en 1907. Así, para continuar sus estudios Lortz se trasladó a la Universidad de Wurzburgo en 1923. En Wurzburgo trabajó como privatdozent bajo Sebastian Merkle, y desempeñó también el puesto de capellán. En 1929 recibió un puesto como profesor en el Collegium Hosianum en Braunsberg en Prusia Oriental. Después de la toma del poder por el nazismo en 1933, publicó un tratado sobre la «Acomodación del Catolicismo con el Nacionalsocialismo» (Katholischer Zugang zum Nationalsozialismus). En 1935 pasó a la cátedra de historia general de la Iglesia con especial énfasis en la historia de las misiones en la Universidad de Münster. Habiendo sido miembro del Partido Nazi, intentó abandonar el partido en 1937 pero, ante la imposibilidad de hacerlo, continuó pagando las cuotas de afiliación al mismo hasta julio de 1944.
Después de la guerra  enseñó en la Universidad de Maguncia desde 1950 hasta su muerte en 1975. Fue también director del Instituto de Historia Europea en Maguncia en el departamento de historia religiosa de occidente. Su sucesor en aquel departamento, Peter Manns, fue el editor de un volumen con las obras de Lortz, publicado en 1987 con motivo del centenario de su nacimiento. En su prefacio se refiere a la relación que Lortz mantuvo con el nazismo. Manns explica que Lortz había intentado encontrar una "manera" legítima para que los católicos conectasen con el nazismo, un intento  que considera un error con consecuencias graves para Lortz que podría ser considerado culpable (y Manns no incluye en el volumen ningún escrito de aquel periodo). Aun así, argumenta que Lortz no fue propiamente un nazi, tal como prueba su amistad con declarados adversarios del nazismo, incluyendo a Clemens August Graf von Galen y Max Josef Metzger.
Muchos de los trabajos de Lortz trataron sobre la relación entre la Iglesia católica y la Reforma. Su trabajo mejor conocido en este campo es La Refirma en Alemania. Entre los discípulos más conocidos de Lortz se encuentran Manns, Erwin Iserloh,  Karl Pellens, Armin Lindauer y Alex Schröer.

## Escritos
- Katholischer Zugang zum Nationalsozialismus, kirchengeschichtlich gesehen. 1933, 2.º, 3.º ed. 1934
- Die Reformation. Kyrios, 1947. en español: Historia de la Reforma, Taurus, Madrid, 1964 ISBN 978-84-306-9998-8
- The Reformation. A Problem For Today. The Newman Prensa, 1964
- Geschichte der Kirche En ideengeschichtlicher Betrachtung. 1935. (15.º y 16.º eds. Aschendorff, 1950); en español: Historia de la Iglesia, Ediciones Cristiandad, Madrid, 2003.
- Die Reformation en Deutschland
  - Volumen 1. Voraussetzungen. Herder, 1949 (5.º ed. 1965)
  - Volumen 2. Ausbau der Fronten, Unionsversuche, Ergebnis. Herder, 1949 (4.º ed. 1952)
- Bernhard von Clairvaux, Mönch und Mystiker. Steiner, 1955
- (Con Walther von Loewenich y Fyodor Stepun Europa und das Christentum. Zabern 1959.  ISBN 3-8053-2046-9; en español, Unidad europea y cristianismo, Ed. Cristiandad, 1964 ISBN 978-84-7057-017-9.
- Geschichte der Kirche En ideengeschichtlicher Betrachtung
  - Volumen 1. Altertum und Mittelalter. 21.º ed. Aschendorff, 1962
  - Volumen 2. Dado Neuzeit. 21.º ed. Aschendorff, 1964
- The Reformation in Germany. 2 vols. Nueva York, Herder y Herder, 1968.  ISBN 0-232-48386-8
- (Con Erwin Iserloh) Kleine Reformationsgeschichte. 2.º ed. Herder, 1971